# Serguéi Andréyev
Serguéi Vasilíyevich Andréyev (Lugansk, Unión Soviética, 16 de mayo de 1956) es un exfutbolista y entrenador ucraniano que jugó para la antigua selección de fútbol de la Unión Soviética.

## Clubes

### Jugador
| Club                  | País            | Año         | Partidos | Goles |
| FC Zorya Lugansk      | Unión Soviética | 1973 - 1977 | 95       | 13    |
| FK SKA Rostov del Don | Unión Soviética | 1978 - 1985 | 261      | 167   |
| FC Rostov             | Unión Soviética | 1986 - 1988 | 100      | 43    |
| Östers IF             | Suecia          | 1989 - 1990 | 43       | 15    |
| Mjällby AIF           | Suecia          | 1991 - 1993 | 61       | 17    |
| FC Rostov             | Rusia           | 1993 - 1995 | 57       | 21    |

### Entrenador
| Club                         | País                | Año         |
| ---------------------------- | ------------------- | ----------- |
| FC Rostov                    | Rusia               | 1995 - 2000 |
| FC Chernomorets Novorossiysk | Rusia               | 2001        |
| FC Salyut Belgorod           | Rusia               | 2002 - 2005 |
| FC Rostov                    | Rusia               | 2006        |
| FC Nika Krasny               | Rusia               | 2006 - 2007 |
| FC Atyrau                    | Azerbaiyán          | 2008        |
| FK Vardar Skopje             | Macedonia del Norte | 2014 - 2015 |
| MITOS Novocherkassk          | Rusia               | 2016        |

## Palmarés
FC Rostov
- Copa de la Unión Soviética: 1981

- Datos: Q1355447